# Teoria cromozomială a eredității
Teoria cromozomială a ereditații a fost elaborată de biologul și geneticianul american Thomas Hunt Morgan, fiind alcătuită din 3 teze:
- Plasarea lineară a genelor pe cromozomi: conform acestei teze, mai sunt genele plasate liniar (una după alta) pe același cromozom;

- Transmiterea înlănțuită sau linkage: conform acestei teze, în timpul diviziunii celulare, genele din celula mamă sunt transmise celulei fiice în blocuri; astfel, raportul de segregare se modifică pentru genele aflate pe aceiași cromozomi, iar pentru genele aflate pe cromozomi diferiți segregarea decurge după legile mendeliene;

- Schimbul reciproc de gene (crossing-over): conform acestei teze, cromozomii omologi fac schimb reciproc de gene, formându-se cromozomi recombinați.